# Zestienhoven (polder)
Polder Zestienhoven is een polder in het noorden van de stad Rotterdam. In de polder liggen onder meer de gelijknamige wijk Zestienhoven en het vliegveld Rotterdam The Hague Airport.
Het westelijke deel van de polder bij Overschie wordt Hoog Zestienhovensche polder genoemd, het oostelijke en grootste deel de Laag Zestienhovensche polder. De polder ontleent haar naam aan de zestien boerderijen of "hoven" die na de inpoldering in dit gebied gevestigd waren.
De polder grenst in het noorden aan de polder Schieveen. Aan de zuidzijde wordt de polder begrensd door een zijarm van de Rotte. De dijk hiervoor is met de hand gebouwd, als deel van de drooglegging van polder Zestienhoven.